# Bloedbad in Marrakech

De ligging van Marokko in Noord-Afrika.

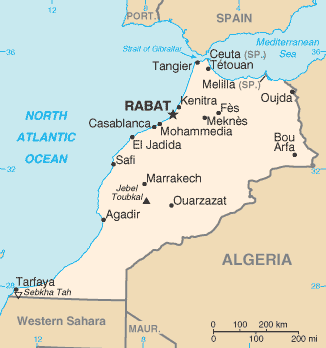
Overzichtskaart van Marokko met de steden Casablanca en Marrakech.

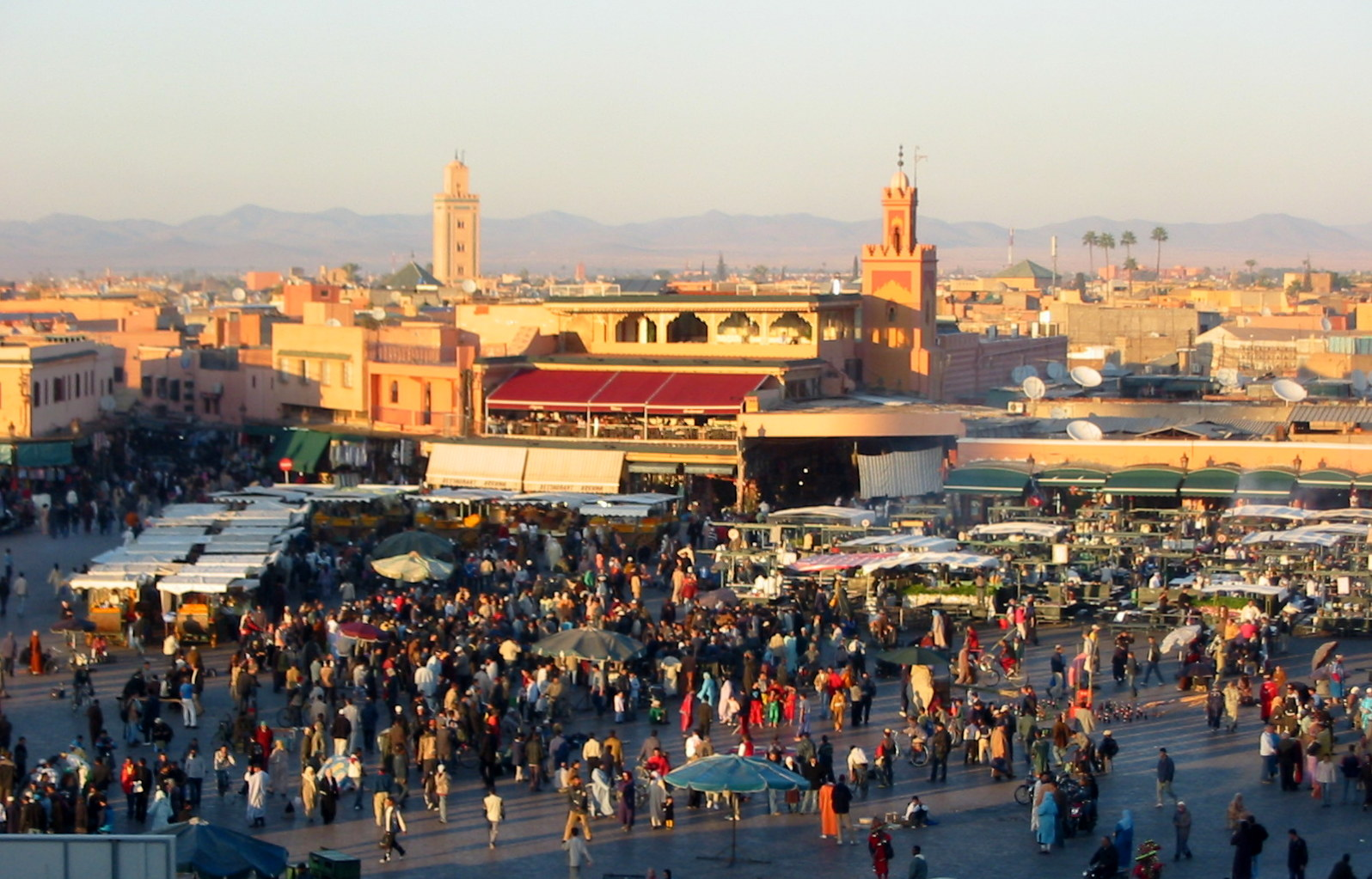
Het Djemaa el Fna plein in Marrakesh.

Bloedbad in Marrakech is een spionageroman van auteur Gérard de Villiers en is het 117e deel uit de S.A.S.-reeks met als protagonist de Oostenrijkse prins en freelance CIA-agent Malko Linge.

## Het verhaal
Een passagiersvliegtuig van de lijndienst tussen Casablanca en Marrakesh is neergestort, waarbij 50 mensen het leven lieten. Onder de passagiers was John Melrose, een Midden-Oosten- en Arabië-specialist van de CIA. Het onderzoek naar de vliegramp werd door de Marokkaanse overheid snel afgerond en bestempeld als een tragisch ongeluk om het opkomende toerisme naar Marokko niet te schaden.
Malko wordt door de CIA naar Marokko gezonden om de precieze toedracht van dit ongeval te onderzoeken. Ondanks dat de plaatselijke politie weigert haar volledige medewerking te verlenen, komt Malko op het spoor van een fundamentalistische groepering die nog meer aanslagen wil plegen.

## Personages
- Malko Linge, een Oostenrijkse prins en CIA-agent;
- John Melrose, een Midden-Oosten- en Arabiëspecialist en in het bijzonder van de fundamentalistische islam.
- Daliah, een Marokkaanse schone.